# Koudegolf
Een koudegolf is een relatief uitzonderlijke koude periode die in een bepaald gebied plaatsvindt.

## Nederland
Een koudegolf komt in Nederland maar weinig voor. Volgens het KNMI is een koudegolf een aaneengesloten periode van minstens 5 ijsdagen (etmaal waarbij de temperatuur niet boven het vriespunt komt), waarvan op 3 dagen de minimumtemperatuur lager is dan −10,0 graden (strenge vorst). Toch zijn er in elke koude winter één of meer opmerkelijk koude periodes aan te wijzen, waarin het dagen achtereen tot strenge vorst komt en de laagste temperaturen van de hele winter worden gemeten. Dat gebeurt meestal nadat er een dik pak sneeuw is gevallen en het onder een heldere hemel flink kan afkoelen. De laatste keer dat er een koudegolf in Nederland was, was in februari 2012.

### Top drie

#### 1942
Kijkt men naar de koudste periodes van tien dagen in de twintigste eeuw dan is de periode 18-27 januari 1942 in De Bilt de koudste met een gemiddelde etmaaltemperatuur van −11,3 graden. De extreme koudeperiode begon al een week eerder en vanaf 12 januari 1942 kwam de temperatuur in De Bilt vrijwel elke dag lager dan −10 graden. De laatste dagen werden records gevestigd: op 26 januari 1942 kwam het kwik in De Bilt niet hoger dan −11,2 graden en de nacht die volgde koelde het af tot −24,8 graden, de laagste standen ooit op het hoofdstation van het KNMI gemeten.
Op 27 januari 1942 registreerde Winterswijk −27,4 graden, de laagste temperatuur van de eeuw in Nederland. Op veel plaatsen was het de koudste nacht van de eeuw met 20 tot 25 graden vorst.

#### 1956
De periode 15-24 februari 1956 staat met een gemiddelde temperatuur van −10,5 °C op de tweede plaats. Ook toen viel er veel sneeuw, op de Waddeneilanden meer dan een halve meter. In deze maand vroor het in De Bilt in acht nachten meer dan −15 °C met −21,6 graden als minimum op 15 februari. Op 16 februari 1956 noteerde Uithuizermeeden −26,8 graden, op een na de laagste temperatuur van de eeuw.

#### 1929
De winter van 1929 leverde de op twee na ergste koudegolf: van 11-20 februari was de temperatuur in De Bilt gemiddeld −9,7 graden. Een week lang vroor het hier elke dag zeer streng, meer dan 15 graden onder nul. In Winterswijk werd het op 14 februari van dat jaar −21,5 graden. In Sittard werd het −21,4 graden en in Gemert −20,7 graden.

### Koudegolven in Nederland
De landelijke koudegolven in De Bilt (Nederland) worden geteld vanaf 1901:
| Nr. | Jaar    | Eerste dag  | Laatste dag | Duur | Totaal aantal strenge vorst | Koudste dag | Min. temperatuur koudste dag (in °C) | Elfstedentocht?   |
| --- | ------- | ----------- | ----------- | ---- | --------------------------- | ----------- | ------------------------------------ | ----------------- |
| 1   | 1902    | 3 december  | 12 december | 10   | 3                           | 6 december  | −11,9                                | -                 |
| 2   | 1908    | 27 december | 31 december | 5    | 5                           | 31 december | −16,1                                | 2 januari (1e)    |
| 3   | 1917    | 30 januari  | 6 februari  | 8    | 7                           | 1 februari  | −16,3                                | 27 januari (3e)   |
| 4   | 1925    | 3 december  | 7 december  | 5    | 4                           | 5 december  | −15,3                                | -                 |
| 5   | 1927    | 15 december | 20 december | 6    | 5                           | 18 december | −14,6                                | -                 |
| 6   | 1929    | 10 februari | 19 februari | 10   | 8                           | 14 februari | −18,7                                | 12 februari (4e)  |
| 7   | 1933    | 19 januari  | 27 januari  | 9    | 5                           | 27 januari  | −12,7                                | -                 |
| 8   | 1938    | 17 december | 26 december | 10   | 7                           | 20 december | −15,1                                | -                 |
| 9   | 1940    | 1 januari   | 5 januari   | 5    | 3                           | 3 januari   | −12,4                                | -                 |
| 10  | 1940    | 17 januari  | 22 januari  | 6    | 4                           | 20 januari  | −16,2                                | 30 januari (6e)   |
| 11  | 1940    | 9 februari  | 15 februari | 7    | 4                           | 13 februari | −16,5                                | -                 |
| 12  | 1942    | 10 januari  | 27 januari  | 18   | 13                          | 27 januari  | −24,7                                | 22 januari (8e)   |
| 13  | 1942    | 31 januari  | 9 februari  | 10   | 4                           | 3 februari  | −17,4                                | -                 |
| 14  | 1946    | 15 december | 23 december | 9    | 5                           | 21 december | −15,6                                | -                 |
| 15  | 1947    | 23 januari  | 1 februari  | 10   | 5                           | 29 januari  | −13,6                                | -                 |
| 16  | 1947    | 4 februari  | 24 februari | 21   | 6                           | 8 februari  | −12,3                                | 8 februari (9e)   |
| 17  | 1954    | 24 januari  | 5 februari  | 13   | 10                          | 1 februari  | −13,0                                | 3 februari (10e)  |
| 18  | 1956    | 9 februari  | 26 februari | 18   | 15                          | 16 februari | −21,6                                | 14 februari (11e) |
| 19  | 1961    | 23 december | 28 december | 6    | 4                           | 26 december | −11,7                                | -                 |
| 20  | 1962-63 | 22 december | 3 januari   | 13   | 5                           | 23 december | −11,5                                | -                 |
| 21  | 1963    | 7 januari   | 13 januari  | 7    | 5                           | 13 januari  | −15,2                                | -                 |
| 22  | 1963    | 17 januari  | 23 januari  | 7    | 5                           | 18 januari  | −18,2                                | 18 januari (12e)  |
| 23  | 1963    | 30 januari  | 6 februari  | 8    | 3                           | 4 februari  | −11,2                                | -                 |
| 24  | 1971    | 2 maart     | 6 maart     | 5    | 3                           | 5 maart     | −13,9                                | -                 |
| 25  | 1978-79 | 31 december | 6 januari   | 7    | 7                           | 3 januari   | −17,7                                | -                 |
| 26  | 1982    | 6 januari   | 11 januari  | 6    | 4                           | 10 januari  | −13,6                                | -                 |
| 27  | 1985    | 4 januari   | 11 januari  | 8    | 6                           | 8 januari   | −18,3                                | -                 |
| 28  | 1985    | 13 januari  | 20 januari  | 8    | 5                           | 16 januari  | −13,4                                | 21 februari (13e) |
| 29  | 1986    | 18 februari | 23 februari | 6    | 3                           | 21 februari | −14,6                                | 26 februari (14e) |
| 30  | 1987    | 10 januari  | 20 januari  | 11   | 5                           | 14 januari  | −15,2                                | -                 |
| 31  | 1991    | 6 februari  | 11 februari | 6    | 4                           | 9 februari  | −12,5                                | -                 |
| 32  | 1996-97 | 31 december | 11 januari  | 12   | 6                           | 2 januari   | −16,0                                | 4 januari (15e)   |
| 33  | 2012    | 30 januari  | 8 februari  | 10   | 5                           | 4 februari  | −18,9                                | -                 |
| Nr. | Jaar    | Eerste dag  | Laatste dag | Duur | Totaal aantal strenge vorst | Koudste dag | Min. temperatuur koudste dag (in °C) | Elfstedentocht?   |

## België
In België is de definitie vergelijkbaar met deze van Nederland: door het KMI wordt een koudegolf gedefinieerd als een aaneensluitende periode van minstens vijf dagen waarop de maxima onder het vriespunt blijven, en waarbij de minima op minstens drie van deze dagen lager zijn dan −10 graden (strenge vorst).
De belangrijkste koudegolven in België waren deze van de winter van 1962-1963 (de langste koudegolf in België, van eind december 1962 tot begin maart 1963), deze van februari 1956 (de meest intense) en deze van de jaren '80 (januari en februari 1985, februari 1986 en januari 1987). De meest recente koudegolf is deze tussen 30 januari en 8 februari 2012.
Tijdens koudegolven kan de temperatuur zakken tot −18 °C in Ukkel (zoals in januari 1940) en tot rond −30 °C in het land (zoals in Rochefort in januari 1940).